# Erich Lipik
Erich Hermann Richard Lipik (* 3. Juli 1897 in Berlin; † nach 1944) war ein deutscher Polizeibeamter.

## Leben und Wirken
Lipik war ein Sohn des Schutzmanns Christian Lipik und seiner Ehefrau Ida, geb. Hundsdörfer. Lipik trat nach dem Ersten Weltkrieg in den Polizeidienst ein. Mitte der 1920er Jahre war Kriminalkommissar beim Polizeipräsidium Berlin (Abteilung K). 1927 war er an der Aufklärung des Mordes an Elisabeth Stangierski beteiligt.
Im Frühjahr 1933 wurde Lipik in die Abteilung IA des Berliner Polizeipräsidiums und von dort in das damals neu gegründete Geheime Staatspolizeiamt (Gestapa) versetzt. Auf Veranlassung von Kurt Daluege wurde er in der Folgezeit verschiedentlich mit Sonderaufgaben betraut, so mit der „Aufklärung“ des Todes des am Abend des 30. Januar 1933 erschossenen SA-Angehörigen Hans Maikowski, dessen tatsächliche Hintergründe – Maikowski war von einem anderen SA-Angehörigen erschossen worden – er im Zuge seiner Untersuchung im Interesse von Partei und Staat zugunsten der offiziellen Version – Maikowski sei von Kommunisten ermordet worden – zu verschleiern hatte.
Im Januar 1934 war Lipik Außendienstführer der Bewegungsabteilung III der Gestapo unter Arthur Nebe. Später wurde er in die Abteilung III (Abwehrabteilung) unter Günther Patschowsky versetzt. In der Gestapo ist er zuletzt Ende 1935 nachweisbar. Später kam er an die Stapoleitstelle Berlin, wo er 1945 zum Kriminaldirektor befördert wurde.
Lipik trat zum 1. Mai 1933 der NSDAP bei (Mitgliedsnummer 3.474.552) und war seit 1934 Mitglied der SA. Später wechselte er von der SA zur SS (SS-Nummer 50.039), in der er 1945 den Rang eines Sturmbannführers erreichte.